# USS Cabot (CVL-28)
«Кэбот» (англ. Cabot), CVL-28 — лёгкий авианосец типа «Индепенденс», состоявший на вооружении ВМС США. Был заложен как лёгкий крейсер «Уилмингтон» (англ. Wilmington) типа «Кливленд» в 1942 году, перезаказан и достроен как авианосец в 1942—1943 годах. Активно использовался с января 1944 года в боях на Тихом океане в ходе Второй мировой войны, приняв участие во многих важных сражениях. В 1947 году, как и большинство авианосцев США, выведен в резерв. Вновь введён в строй в 1948 году, но уже в качестве учебного авианосца, поскольку размеры корабля были уже недостаточными для операций с новыми реактивными самолётами, а с 1955 года вновь поставлен в резерв. В 1965—1967 годах «Кэбот» прошёл ремонт и модернизацию, после чего был передан в аренду ВМС Испании под названием «Дедало» (исп. Dedalo) и номером R 01. В 1972 году был полностью выкуплен Испанией и оставался на вооружении её флота на протяжении ещё полутора десятилетий. С вводом в состав испанского флота нового авианосца «Принсипе де Астуриас» в 1989 году, «Дедало» был снят с вооружения и передан США, планировавшим превратить его в плавучий музей, но в итоге эти планы осуществлены не были и в 2000 году авианосец был продан на слом.